# أقاليم الخوف
أقاليم الخوف' هي رواية للروائية الجزائرية فضيلة الفاروق، تحكي عن «وتيرة الشكوى لدى المرأة، ويكشف وضعها المأساوي الذي يظل عرضة للانتهاك والامتهان والاستغلال، ويعري وضعها الاجتماعي والسياسي والاقتصادي الذي يغلب عليه التطرف والتشدد والغلو والتعصب للرأي والنظرة الأحادية، فهو أيضا يروم تحليل القيم السيكولوجية والتكوينية، التي تجعل من المرأة في الآن نفسه كائنا هشا وذكيا، معرضا دوما بفعل حساسيته المفرطة وانسياقه وراء رغبات الآخرين وضعفه أمام الرغبة والعنف.» 